# إسفين تراكمي

رسم تخطيطي للعملية الجيولوجية للاندساس

يتشكل الإسفين التراكمي أو المنشور التراكمي (بالإنجليزية: Accretionary wedge)، من رواسب متراكمة على الصفيحة التكتونية غير المتدرجة عند حدود الصفيحة المتقاربة. تتكون معظم المواد الموجودة في الإسفين التراكمي من رواسب بحرية مكشوفة من البلاطة السفلية من القشرة المحيطية، ولكن في بعض الحالات، يتضمن الإسفين المنتجات المتآكلة لأقواس الجزيرة البركانية التي تشكلت على اللوحة السائدة.
الإسفينات التراكمية والأراضي المتراكمة لا تعادل الصفائح التكتونية، بل ترتبط بالصفائح التكتونية والتراكمية نتيجة الاصطدام التكتوني. تشمل المواد المدرجة في الإسفينات التراكمية ما يلي:
- البازلت في قاع المحيط - الجبال البحرية عادة ما يتم كشطها من لوحة الانزلاق
- رواسب السطح - عادة ما تعلو القشرة المحيطية مباشرة للوحة الانزلاق
- رواسب الخندق - عادة ما تكون عكارة والتي قد تكون مشتقة من:
- المحيط، قوس جزيرة بركانية
- القوس البركاني القاري والأورديليران
- الكتل القارية المجاورة تقع على طول الإضراب (مثل بربادوس ).
- المواد المنقولة إلى الخندق بواسطة انزلاق الجاذبية وتدفق الحطام من حافة الساعد
- أحواض ظهر الخنازير، وهي أحواض صغيرة تقع في منخفض السطح على المنشور التراكمي.
- قد تشتمل المواد المكشوفة في حافة الساعد على أجزاء من القشرة المحيطية أو الضغط العالي *: تتدفق الصخور المتحولة من أعمق في منطقة الاندساس.

يتم نقل المناطق المرتفعة داخل أحواض المحيطات مثل سلاسل الجزر الخطية، وتلال المحيطات ، وشظايا القشرة الصغيرة (مثل مدغشقر أو اليابان) ، والمعروفة باسم الأراضي، نحو منطقة الاندساس وتتراكم على الهامش القاري. منذ أواخر العصر الديفوني والفترات الكربونية الصخرية السابقة، منذ حوالي 360 مليون سنة، أدى الاندساس تحت الحافة الغربية لأمريكا الشمالية إلى العديد من التصادمات مع التضاريس، كل منها ينتج حدثًا لبناء الجبال . وقد أضافت الإضافة التدريجية لهذه الأراضي المتراكمة ما متوسطه 600 كيلومتر (370 ميل) في العرض على طول الحافة الغربية لقارة أمريكا الشمالية.